# Achille Adam
Pour les personnes ayant le même patronyme, voir Adam (homonymie).
Achille-Gabriel-Louis Adam (1er septembre 1859, Boulogne-sur-Mer - 15 décembre 1914 , Paris), est un banquier et homme politique français.

## Biographie
Fils d'Achille Adam-Fontaine, député et banquier à Boulogne-sur-Mer, Achille Adam a suivi les traces professionnelles familiales. Outre son père, son grand oncle, Alexandre Adam a été maire de Boulogne-sur-Mer de 1830 à 1848, ainsi que conseiller général du Pas-de-Calais. Son grand-père fut également maire de Boulogne-sur-Mer.
Il épousa en premières noces Juliette Verberckmoes (fille du baron Gustave-Jules Verberckmoes), puis en secondes noces la comtesse d'Aulan, née Madeleine de Geoffre de Chabrignac.
Il est président du conseil de la Banque franco-amérique et de la Société centrale des banques de province.
Il possédait un château dans le hameau de Belle-Ille, commune d'Echinghen , canton sud de Boulogne-sur-Mer, en 1886.
Il meurt le 15 décembre 1914 dans son appartement parisien de l'avenue d'Alma, mais est inhumé à Boulogne-sur-Mer.

### Carrière politique
Achille Adam fut élu député du Pas-de-Calais en 1889 en remplacement de son père, décédé deux ans plus tôt. Il obtint sa réélection en 1893, 1898 et 1902. Lors de son premier mandat, il s'intéressa notamment à l'établissement du tarif général des douanes. En 1896, il participa à la discussion d'une convention entre l'État et la Compagnie des chemins de fer du Nord pour l'exploitation du service maritime postal trans-manche. Lors de son dernier mandat, son action se tourna essentiellement vers l'activité économique de la pêche.
Quelques-uns de ses textes et propositions de loi, notamment celle « portant ouverture au ministre de l'Intérieur, sur l'exercice 1904, d'un crédit extraordinaire de 100 000 francs pour secours aux marins de l'arrondissement de Boulogne-sur-mer, victimes du chômage et de la mévente du poisson. », sont encore consultables de nos jours, auprès de la Bibliothèque Nationale de France, qui en conservé un exemplaire.
Il ne se représenta pas aux élections de 1906, abandonna la vie politique.

## Sources
- « Achille Adam », dans le Dictionnaire des parlementaires français (1889-1940), sous la direction de Jean Jolly, PUF, 1960 [détail de l’édition]

- Ressource relative à la vie publique :   - Base Sycomore
- Notices d'autorité :   - VIAF
  - BnF (données)